# ツナガル★バングル
『ツナガル★バングル』は、2007年10月26日にういんどみるより発売された18禁恋愛アドベンチャーゲームである。作品のテーマは「ツナガル気持よさ」。

## ストーリー
（出典：）
魔法使いが残した建造物があちこちに残る港町・和泉崎（いずみざき）。和泉崎は町内に校舎が船になっている奏祥学園があるなど、かなり変わった街である。しかしこの街に住んでいる人々は、変わっている街の装いには見向きもしない。好奇心旺盛で冒険好きの主人公・鳴海弘太はそんな人々に辟易していた。
ある日、主人公は自分にぴったりな冒険の相棒と運命的な出会いをする。その相棒の名前は一ノ瀬悠夏。似た者同士で冒険好きの相棒と共に、弘太は街の冒険に出かけていく。

## 登場人物
鳴海 弘太（なるみ こうた）
本作の主人公。奏祥学園に通っている。活動的で明るい性格をしている。学園生になっても冒険のような子供っぽい遊びを好んでいる。周りの人間が冒険のような趣味に付き合ってくれないのが悩み。
一ノ瀬 悠夏（いちのせ ゆうか）
声 - 木村あやか
奏祥学園に転入してきた少女。奏祥学園の1年生。外見は大人しいお嬢様に見えるが、探検・冒険が大好きというお転婆な性格をしている。そのお転婆具合は、街に引っ越してきたらすぐに秘密基地を作ったり、街の冒険マップを作るほど。趣味が合うため、すぐに弘太と打ち解ける。
望月 真穂（もちづき まほ）
声 - まきいづみ
弘太の幼なじみで同級生。奏祥学園の1年生。弘太とは数年間会わなかった時期があるが、昔から今までずっと好意を寄せている。恥ずかしがり屋で気弱な性格をしている。努力家ではあるが抜けているところもあり、常に慌てている印象を持たれている。小柄な体格だが肉付きがよく、どことなくエロさがつきまとう。
夕凪 樹里（ゆうなぎ じゅり）
声 - 一色ヒカル
奏祥学園の1年生。弘太や真穂とは同じクラスに通っている。「楽しければ何でもいい」という困った考えの持ち主で、周りの人間をからかうトラブルメーカーである。親友である真帆と主人公の関係を気にかけている。
津宮 雫（つのみや しずく）
声 - 佐本二厘
奏祥学園の2年生であり、学園の理事長を務めている。街一番の名家のお嬢様である。幼い外見からは想像しがたいが、頭脳明晰で運動神経も抜群である。プライドが高くわがままな性格をしている。牛乳が大好き。
藤倉 いつき（ふじくら いつき）
声 - 岩田由貴
雫に従う専属のメイド。優秀なメイドであり、雫の保護者役も務めている。母性的な女性であり、穏やかで優しい性格をしている。主である雫に翻弄されることも多いが、母親のような心境で雫を見守っている。

## 主題歌
One Dream
作詞：kanoko / 作編曲：菊田大介 (Elements Garden) / 歌：佐藤ひろ美

## 関連商品
ツナガル★バングル ビジュアルファンブック
2008年 笠倉出版社 ISBN 9784773099058
ツナガル★バングル 津宮雫の恋心
2008年 神崎美宙 キルタイムコミュニケーション ISBN 9784860325565